# دالنیه (آستراخان)
دالنیه (به لاتین: Dalneye) یک منطقهٔ مسکونی در روسیه است که در استان آستراخان واقع شده‌است.